# جهاد جریشه
جهاد جریشه (عربی: جهاد زغلول جريشة؛ زادهٔ ۲۹ فوریهٔ ۱۹۷۶) داور فوتبال اهل مصر است.
وی از سال ۲۰۰۸ وارد فهرست فیفا شده است.